# 6332 Форарльберґ
6332 Форарльберґ (6332 Vorarlberg) — астероїд головного поясу, відкритий 30 березня 1992 року.
Тіссеранів параметр щодо Юпітера — 3,479.